# Красный Яр (Нижнетавдинский район)
Красный Яр — деревня в Нижнетавдинском районе Тюменской области России. Входит в состав Искинского сельского поселения.

## География
Деревня находится на западе Тюменской области, в пределах юго-западной части Западно-Сибирской низменности, в зоне подтайги, на расстоянии примерно 26 километра (по прямой) к юго-западу от села Нижняя Тавда, на правом берегу реки Красный Яр, административного центра района.

### Климат
Климат резко континентальный с холодной продолжительной зимой и коротким тёплым летом. Средняя температура воздуха самого холодного месяца (января) — −18,6 °C (абсолютный минимум — −53 °C); самого тёплого месяца (июля) — 17,6 °C (абсолютный максимум — 38 °С). Безморозный период длится в среднем 111 дней. Среднегодовое количество атмосферных осадков составляет 300—400 мм, из которых 70 % выпадает в тёплый период. Продолжительность залегания снежного покрова составляет в среднем 156 дней.

## История
До 1917 года входила в состав Велижанской волости Тюменского уезда Тобольской губернии. По данным на 1926 год состояла из 90 хозяйств. В административном отношении входила в состав Носыревского сельсовета Нижнетавдинского района Тюменского округа Уральской области.

## Население
| 2010 |
| ---- |
| 333  |

### Национальный состав
По данным переписи 1926 года в деревне проживало 436 человек (227 мужчин и 209 женщин), в том числе: русские составляли 28 % населения, украинцы — 67 %.
Согласно результатам переписи 2002 года, в национальной структуре населения русские составляли 82 % населения из 389 чел.